# Lakavattnet, Jämtland
Lakavattnet är en sjö i Krokoms kommun i Jämtland och ingår i Indalsälvens huvudavrinningsområde. Sjön är 32 meter djup, har en yta på 4,06 kvadratkilometer och är belägen 456,2 meter över havet. Lakavattnet ligger i Storån (Ammerån alpin) Natura 2000-område. Sjön avvattnas av vattendraget Lakavattsån (Haraån).

## Delavrinningsområde
Lakavattnet ingår i det delavrinningsområde (709439-145061) som SMHI kallar för Utloppet av Lakavattnet. Medelhöjden är 531 meter över havet och ytan är 21,23 kvadratkilometer. Räknas de 17 avrinningsområdena uppströms in blir den ackumulerade arean 143,72 kvadratkilometer. Lakavattsån (Haraån) som avvattnar avrinningsområdet har biflödesordning 3, vilket innebär att vattnet flödar genom totalt 3 vattendrag innan det når havet efter 266 kilometer. Avrinningsområdet består mestadels av skog (77 procent). Avrinningsområdet har 4,05 kvadratkilometer vattenytor vilket ger det en sjöprocent på 19,1 procent.